# Boucle (commune)
Pour les articles homonymes, voir Boucle.
Ne doit pas être confondu avec Boucle-Saint-Denis.
Boucle (en néerlandais : Boekel) est une commune et un village des Pays-Bas de la province du Brabant-Septentrional.
Le 1er novembre 2013, la commune comptait 10 098 habitants. Les habitants sont appelés les Bouclois.

## Géographie

### Localités
- Boucle
- Huize Padua
- Venhorst

### Communes limitrophes
|             | Uden         |               |
| Meierijstad | Boucle       | Sint Anthonis |
|             | Gemert-Bakel |               |

## Personnalités
Leontien van Moorsel (1970-), coureuse cycliste, multiple championne olympique et du monde.